# Can Pentinet
Can Pentinet és una masia situada al municipi de Sales de Llierca, a la comarca catalana de la Garrotxa.